# Walter Riedl (Politiker)
Walter Riedl (* 17. Juli 1952 in Laa an der Thaya; † 30. August 2001 in Tiefgraben) war ein österreichischer Politiker (ÖVP) und Steuerberater. Riedl war von 1990 bis 1991 sowie von 1993 bis 1994 Abgeordneter zum Nationalrat.
Besuchte nach der Volksschule ein Gymnasium und die Handelsschule uns schloss schließlich die Handelsakademie 1972 mit der Matura ab. Riedl war in der Folge als Büroangestellter beschäftigt und arbeitete ab 1973 in einer Steuerberatungskanzlei. 1980 machte er sich als Steuerberater selbständig.
Riedl begann sein politisches Engagement in der Stadtpolitik von Laa an der Thaya, wo er von 1982 bis 1988 die Funktion des Finanzstadtrates innehatte. Er war zudem Leiter der Zukunftswerkstatt Bezirk Mistelbach und von 1990 bis 1992 Vorstandsmitglied der Hauptbezirksparteileitung der ÖVP Mistelbach. Danach hatte er von 1992 bis 1996 die Rolle eines Vorstandsmitglieds der Bezirksparteileitung der ÖVP Mistelbach inne und war zudem von 1988 bis 1992 Bezirksgruppenobmann des Österreichischen Wirtschaftsbundes (ÖWB) von Laa an der Thaya. Danach fungierte er von 1992 bis 1997 als Teilbezirksgruppenobmann des ÖWB Laa und war zudem von 1991 bis 1997 Mitglied des ÖWB-Landesgruppenvorstandes und der Landesgruppenleitung.
Riedl vertrat die ÖVP vom 18. Dezember 1990 bis zum 21. Oktober 1991 sowie von 29. Januar 1993 bis zum 6. November 1994 im Nationalrat. 